# Lijst van nummer 1-hits in de Radio 2 Top 30 in 1991
Deze hits stonden in 1991 op nummer 1 in de BRT Top 30, de voorloper van de huidige Vlaamse Radio 2 Top 30.
| Nummer | Datum        | Artiest               | Titel                                 |
| ------ | ------------ | --------------------- | ------------------------------------- |
| 386    | 5 januari    | Enigma                | Sadeness (Part I)                     |
|        | 12 januari   | Enigma                | Sadeness (Part I)                     |
|        | 19 januari   | Enigma                | Sadeness (Part I)                     |
| 387    | 26 januari   | Vanilla Ice           | Ice Ice Baby                          |
|        | 2 februari   | Vanilla Ice           | Ice Ice Baby                          |
|        | 9 februari   | Vanilla Ice           | Ice Ice Baby                          |
|        | 16 februari  | Vanilla Ice           | Ice Ice Baby                          |
| 388    | 23 februari  | Chris Isaak           | Wicked Game                           |
|        | 2 maart      | Chris Isaak           | Wicked Game                           |
|        | 9 maart      | Chris Isaak           | Wicked Game                           |
| 389    | 16 maart     | Seal                  | Crazy                                 |
|        | 23 maart     | Seal                  | Crazy                                 |
| 390    | 30 maart     | Stevie B.             | Because I Love You (The Postman Song) |
|        | 6 april      | Stevie B.             | Because I Love You (The Postman Song) |
| 391    | 13 april     | Roxette               | Joyride                               |
|        | 20 april     | Roxette               | Joyride                               |
|        | 27 april     | Roxette               | Joyride                               |
|        | 4 mei        | Roxette               | Joyride                               |
|        | 11 mei       | Roxette               | Joyride                               |
|        | 18 mei       | Roxette               | Joyride                               |
| 392    | 25 mei       | R.E.M.                | Losing My Religion                    |
|        | 1 juni       | R.E.M.                | Losing My Religion                    |
| 393    | 8 juni       | Scorpions             | Wind of Change                        |
| 394    | 15 juni      | Zucchero & Paul Young | Senza una donna (Without a Woman)     |
|        | 22 juni      | Zucchero & Paul Young | Senza una donna (Without a Woman)     |
|        | 29 juni      | Zucchero & Paul Young | Senza una donna (Without a Woman)     |
| 395    | 6 juli       | Crystal Waters        | Gypsy Woman (La da dee la da da)      |
|        | 13 juli      | Crystal Waters        | Gypsy Woman (La da dee la da da)      |
|        | 20 juli      | Crystal Waters        | Gypsy Woman (La da dee la da da)      |
|        | 27 juli      | Crystal Waters        | Gypsy Woman (La da dee la da da)      |
|        | 3 augustus   | Crystal Waters        | Gypsy Woman (La da dee la da da)      |
| 396    | 10 augustus  | Bryan Adams           | (Everything I Do) I Do It for You     |
|        | 17 augustus  | Bryan Adams           | (Everything I Do) I Do It for You     |
|        | 24 augustus  | Bryan Adams           | (Everything I Do) I Do It for You     |
|        | 31 augustus  | Bryan Adams           | (Everything I Do) I Do It for You     |
|        | 7 september  | Bryan Adams           | (Everything I Do) I Do It for You     |
|        | 14 september | Bryan Adams           | (Everything I Do) I Do It for You     |
|        | 21 september | Bryan Adams           | (Everything I Do) I Do It for You     |
|        | 28 september | Bryan Adams           | (Everything I Do) I Do It for You     |
|        | 5 oktober    | Bryan Adams           | (Everything I Do) I Do It for You     |
|        | 12 oktober   | Bryan Adams           | (Everything I Do) I Do It for You     |
|        | 19 oktober   | Bryan Adams           | (Everything I Do) I Do It for You     |
| 397    | 26 oktober   | L.A. Style            | James Brown Is Dead                   |
|        | 2 november   | L.A. Style            | James Brown Is Dead                   |
| 398    | 9 november   | Army of Lovers        | Crucified                             |
|        | 16 november  | Army of Lovers        | Crucified                             |
| 397    | 23 november  | L.A. Style            | James Brown Is Dead                   |
| 399    | 30 november  | Salt-N-Pepa           | Let's Talk About Sex                  |
|        | 7 december   | Salt-N-Pepa           | Let's Talk About Sex                  |
| 400    | 14 december  | Michael Jackson       | Black or White                        |
|        | 21 december  | Michael Jackson       | Black or White                        |
|        | 28 december  | Michael Jackson       | Black or White                        |